# アニー・ハスラム (アルバム)
『アニー・ハスラム』（Annie Haslam）は、イギリスの歌手アニー・ハズラムが1989年に発表した、ソロ名義では3作目のスタジオ・アルバム。

## 解説
ルネッサンスが一度解散した後の作品で、末期ルネッサンスのメンバーであったラファエル・ラッドやマーク・ランパリエロ（ランバート）、ムーディー・ブルースのジャスティン・ヘイワードなどがレコーディングに参加し、「嘆きの天使」は、ハズラムの依頼によりヘイワードが提供した曲である。収録曲「ムーンライト・シャドウ」はマイク・オールドフィールドのカヴァーで、ハズラムによれば、レーベル側の要望により取り上げたという。1989年当時は日本発売されず、ハズラムがゲスト参加した土橋安騎夫のアルバムの発売に合わせる形で、1990年に日本盤CDが発売された。
Bruce Ederはオールミュージックにおいて5点満点中4.5点を付け「ハズラムは本作の中心を占める、神秘主義的なオリジナル曲で本領を発揮している上に、マイク・オールドフィールドのカヴァー"Moonlight Shadow"は、オリジナル・ヴァージョンにおけるマギー・ライリーの歌声すら忘れさせてしまうほど印象に残る」と評している。

## 収録曲
1. ムーンライト・シャドウ "Moonlight Shadow" (Mike Oldfield) – 3:35
2. 嘆きの天使 "The Angels Cry" (Justin Hayward) – 4:25
3. ホェン・ア・ハート・ファインズ・アナザー "When a Heart Finds Another" (Peter Wolf, Ina Wolf, Martin Page) – 4:42
4. レット・イット・ビー・ミー "Let It Be Me" (Neil Lockwood) – 4:30
5. 輝き "She's the Light" (Annie Haslam, Larry Fast) – 2:16
6. セレスティン "Celestine" (A. Haslam, L. Fast) – 4:50
7. 幻想の中に "Further from Fantasy" (Kit Hain, John DeNicola) – 4:19
8. 星に願いを "Wishing on a Star" (Billie Rae Calvin) – 4:31
9. ワイルディスト・ドリームス "Wildest Dreams" (Peter Bliss, Todd Cerney) – 4:55
10. ワン・モア・アロウ "One More Arrow" (Jay Gruska, Val Hoebel) – 4:08
11. ワン・ラヴ "One Love" (A. Haslam, P. Bliss) – 4:06

## 参加ミュージシャン
- アニー・ハズラム - ボーカル、バックグラウンド・ボーカル
- ラリー・ファスト - シンセサイザー、エレクトロニック・ドラムス
- ジャスティン・ヘイワード（英語版） - ボーカル、アコースティック・ギター(on #2)
- マーク・ランパリエロ - ギター(on #1, #3, #4, #7, #8, #10)
- ピーター・ブリス - ギター、バックグラウンド・ボーカル、オリジナル・シーケンサー・プログラミング(on #9, #11)
- ラファエル・ラッド - ハープ、ピアノ(on #5, #6, #11)
- ジョー・フランコ - パーカッション、アディショナル・ドラムス(on #2, #3, #5, #6, #7, #8, #9, #11)
- デヴィッド・ローズ - ヴァイオリン(on #2, #11)
- メル・コリンズ - サクソフォーン(on #4)
- ロバート・マタラッツォ - バックグラウンド・ボーカル(on #4)
- ジョン・デニコラ - オリジナル・MIDIシーケンサー・プログラミング(on #7)